# 欧洲伊斯兰教

欧洲各国穆斯林人口比例图，绿色越深说明穆斯林人口比例越大

伊斯兰教是欧洲第二大宗教信仰， 仅次于基督宗教。欧洲伊斯兰教主要地区是巴尔干半岛。
法国具有欧洲和欧盟最大穆斯林人口，約8,400,000人(主要源自非洲的前法國殖民地)，保加利亚在欧盟中的穆斯林人口占比最大。法国穆斯林人口百分比是8%，保加利亚穆斯林人口百分比則是12%。在欧洲穆斯林比例较高的國家有科索沃（有限承認）、波黑和阿尔巴尼亚。
在20世紀末和21世紀初，大量穆斯林移民到西歐。到2010年，估計有4400萬穆斯林生活在歐洲（6％），其中包括生活在歐盟國家的約1900萬（3.8％）。對於將穆斯林視為對歐洲文化的威脅的民粹主義右翼政黨。這些事件也引發了關於仇視伊斯蘭教，對穆斯林的態度和右翼民粹主義這一主題的日益激烈的爭論。